# Космея серно-жёлтая
Космея серно-жёлтая (лат. Cosmos sulphureus) — вид цветковых растений рода Космея семейства Астровые, или Сложноцветные (Asteraceae).
Вид происходит из Мексики, культивируется в России и по всему миру как декоративное садовое растение.

## Описание
Растение высотой до 80 см, имеет относительно широкие сегменты у листьев, соцветия до 6 см в диаметре золотисто-жёлтой или оранжевой окраски.
Плод — удлинённая семянка, чёрного, серого, тёмно-жёлтого или коричневого цвета, игловидный, длиной около 1 см, слегка изогнутый. Семена сохраняют всхожесть в грунте 2—4 года.
Прорастает через 5—14 дней после высаживания семян в грунт. Для прорастания необходимо наличия освещения. Цветение довольно долгое, начинается в июле и длится до заморозков.

## Название
Синонимы
- Bidens artemisiifolia (Jacq.) Kuntze nom. illeg.
- Bidens sulfurea (Cav.) Sch.Bip.
- Bidens sulphurea (Cav.) Sch.Bip.
- Bidens sulphureus (Cav.) Sch.Bip.
- Coreopsis artemisiaefolia Jacq.

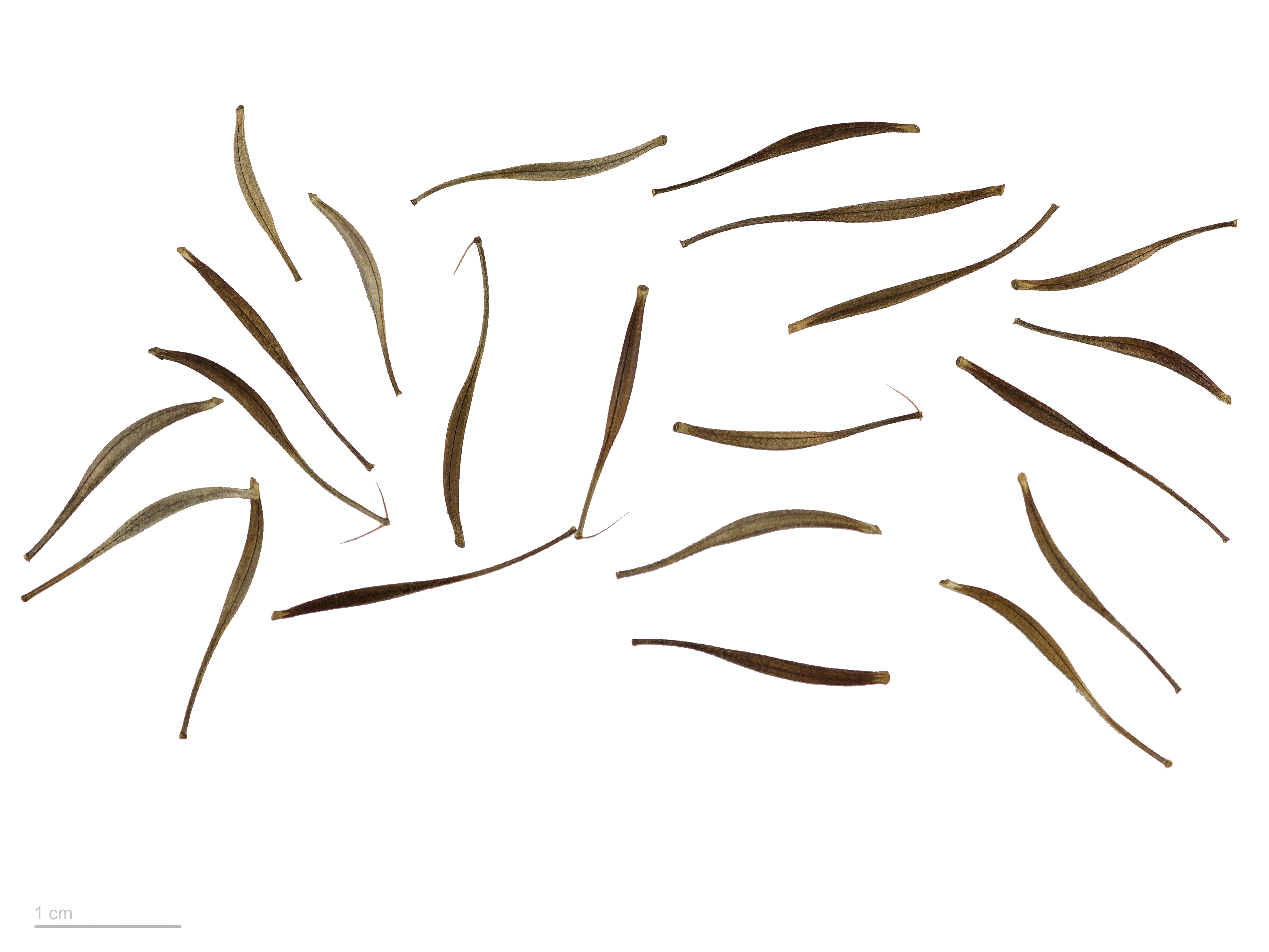
Cosmos sulphureus — Тулузский музей

- Coreopsis artemisifolia Sessé & Moc. nom. illeg.
- Coreopsis artemisiifolia Jacq.
- Cosmea sulphurea (Cav.) Willd.
- Cosmos artemisiifolius (Jacq.) M.R.Almeida
- Cosmos aurantiacus Klatt